# Nišava
Nišava (v srbské i bulharské cyrilici Нишава) je řeka v západním Bulharsku a jihovýchodním Srbsku. Pramení na bulharském území a vlévá se do Jižní Moravy. Dlouhá je 218 km.
Řeka pramení v Bulharsku v pohoří Stara Planina, nedaleko vrchu Kom, v blízkosti srbských hranic. Nadmořská výška pramene činí 1740 m. Na bulharském území se nachází celkem 67 km toku řeky, který je víceméně rychlý a chybí jakékoliv větší přítoky. Na srbské území vstupuje poblíž hraničního přechodu Kalotina-Gradina. Dále pokračuje severozápadním směrem; protéká městy Dimitrovgrad, Pirot, Bela Palanka a konečně Niší, jejíž jméno částečně i nese. 10 km západně od Niše se vlévá do řeky Jižní Moravy. Délka jejího toku přes srbské území je 167 km.
Údolí řeky má význam z celé řady hledisek. Jsou tudy vedeny hlavní silniční i železniční tahy mezi Srbskem a Bulharskem (přímo mezi oběma hlavními městy; Bělehradem a Sofií. V současné době (2013) je budována údolím řeky i dálnice.[zdroj?] Dopravní tahy mezi Evropou a Tureckem, resp Konstantinopolí vedly údolím Nišavy již v dobách středověku.
Mezi městy Niška Banja a Bela Palanka vytváří řeka úzkou soutěsku, nesoucí název podle vesnice Sićevo - Sićevská soutěska. Dlouhá je 17 km a řeka byla v tomto místě využita hned dvakrát k výrobě elektrické energie. Řeka má pouze menší přítoky (Temštica, Visočica, Jerma, Crvena reka, Koritnica, Kutinska reka). Její povodí má rozlohu 3950 km2.[zdroj?]